# Cochlostoma alleryanum
Cochlostoma alleryanum is een slakkensoort uit de familie van de Megalomastomatidae. De wetenschappelijke naam van de soort is voor het eerst geldig gepubliceerd in 1879 door Paulucci.